# Madagascar (franchise)

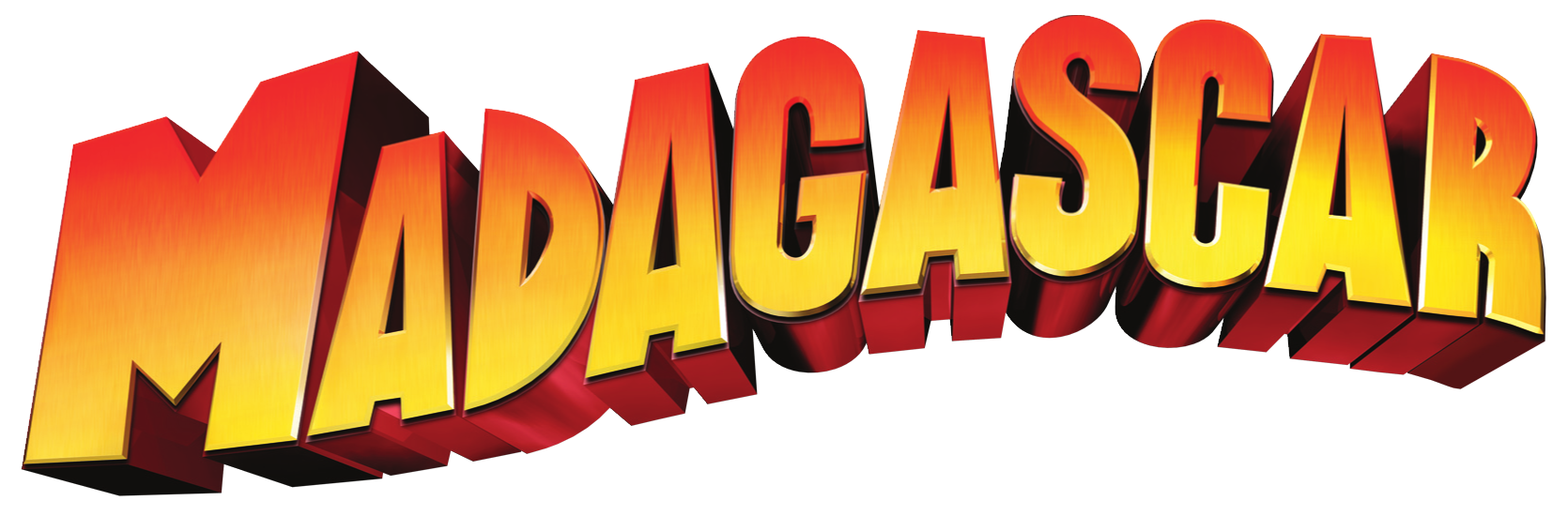
Logo del franchise

Madagascar è un media franchise americano di proprietà e prodotto da DreamWorks Animation. Nei film sono presenti le voci di Ben Stiller, Chris Rock, David Schwimmer e Jada Pinkett Smith. È iniziato con il film Madagascar del 2005, il sequel del 2008 Madagascar 2: Via dall'isola e il terzo film Madagascar 3: Ricercati in Europa del 2012. Un film spin-off con i pinguini, intitolato I pinguini di Madagascar, è stato distribuito nel 2014. Un quarto film, Madagascar 4, è stato annunciato per il 2018, ma da allora è stato rimosso dal programma a causa della ristrutturazione dello studio.
La trama generale della serie segue le avventure di quattro animali antropomorfi dello zoo di Central Park che hanno trascorso la loro vita in felice prigionia e vengono inaspettatamente rispediti in Africa (inizialmente in Madagascar). Ora devono lottare per sopravvivere mentre tentano di tornare a New York City con l'aiuto di un astuto gruppo di pinguini e con molti altri personaggi lungo la strada. I film del franchise hanno ricevuto recensioni critiche da miste a positive.

## Film
| Film                              | Uscita USA       | Regia                                     | Sceneggiatura | Produttori                  |
| Serie principale                  | Serie principale | Serie principale                          | Serie principale | Serie principale            |
| --------------------------------- | ---------------- | ----------------------------------------- | --- | --------------------------- |
| Madagascar                        | 27 maggio 2005   | Tom McGrath e Eric Darnell                | Tom McGrath, Mark Burton, Eric Darnell e Billy Frolick                                                                           | Mireille Soria              |
| Madagascar 2: Via dall'isola      | 7 novembre 2008  | Tom McGrath e Eric Darnell                | Etan Cohen, Tom McGrath & Eric Darnell                                                                                           | Mark Swift & Mireille Soria |
| Madagascar 3: Ricercati in Europa | 8 giugno 2012    | Tom McGrath, Eric Darnell e Conrad Vernon | Eric Darnell & Noah Baumbach | Mark Swift & Mireille Soria |
| Spin-off                          |                  |                                           | |                             |
| I pinguini di Madagascar          | 26 novembre 2014 | Eric Darnell & Simon J. Smith             | John Aboud, Brandon Sawyer e Michael Colton (sceneggiatura) John Aboud, Brent Simons, Michael Colton e Alan Schoolcraft (storia) | Lara Breay & Mark Swift     |

### Film principali

#### Madagascar(2005)
Madagascar è un film commedia d'animazione del 2005 e il primo film della serie. Diretto da Eric Darnell e Tom McGrath, il film racconta la storia di quattro animali dello zoo di Central Park: Alex il leone (Ben Stiller), Marty la zebra (Chris Rock), Melman la giraffa (David Schwimmer) e Gloria l'ippopotamo (Jada Pinkett Smith). Questi animali hanno trascorso la loro vita in comoda cattività e sono inaspettatamente naufragati sull'isola del Madagascar.
Il film è stato un successo commerciale, incassando oltre 532 milioni di dollari in tutto il mondo.

#### Madagascar 2: Via dall'isola(2008)
Madagascar 2: Via dall'isola è un film commedia d'avventura d'animazione del 2008 e il sequel del film del 2005 Madagascar. Diretto da Eric Darnell e Tom McGrath, il film continua le avventure di Alex, Marty, Melman e Gloria, che cercano di tornare a New York, ma precipitano in Africa, dove Alex si riunisce con i suoi genitori Zuba (Bernie Mac) e Florrie (Sherri Shepherd). Tuttavia, un leone di nome Makunga (Alec Baldwin) sta progettando di rovesciare Zuba e diventare un leone alfa.
Il film ha incassato oltre 603 milioni di dollari in tutto il mondo, una cifra superiore a quella del suo predecessore.

#### Madagascar 3: Ricercati in Europa(2012)
Madagascar 3: Ricercati in Europa è un film commedia d'animazione del 2012 e il terzo capitolo della serie, diretta da Eric Darnell e Tom McGrath, insieme a Conrad Vernon. Alex, Marty, Gloria e Melman stanno ancora lottando per tornare a casa a New York. Questa volta, il loro viaggio li porta in Europa dove acquistano un circo itinerante in fallimento e diventano amici intimi dello staff come Stefano il leone marino (Martin Short), Vitaly la tigre (Bryan Cranston), Gia il giaguaro (Jessica Chastain) e Sonya l'orso (Frank Welker), il vero amore di re Julien (Sacha Baron Cohen). Insieme, rivitalizzano in modo spettacolare l'attività anche se il fanatico capitano Chantel DuBois (Frances McDormand), ufficiale del controllo animali di Monaco, li insegue incessantemente. Alla fine, gli animali dello zoo tornano finalmente a New York, solo per scoprire che sono cresciuti troppo nello spirito per tornare in cattività e decidono invece di restare nel circo.
Il film ha incassato oltre 746 milioni di dollari in tutto il mondo, ed è stato il film con il maggior incasso della serie.

#### Futuro
L'allora CEO della DreamWorks Animation, Jeffrey Katzenberg, dichiarò nel dicembre 2010 che probabilmente ci sarebbe stato un quarto capitolo del franchise affermando: "Alla fine torneranno a New York e faranno i conti con questo, cosa che faranno in questo prossimo capitolo. A causa del modo in cui il film si conclude, probabilmente ce n'è uno in più per loro". Tuttavia, nel giugno 2012, il responsabile del marketing mondiale della DreamWorks Animation, Anne Globe, ha dichiarato: "È troppo presto per dirlo. Non si è discusso molto al riguardo". Un mese dopo, Eric Darnell, che ha co-diretto tutti e tre i film, parlò della possibilità del quarto film, sottolineando: "Devono accadere due cose. La prima è che il mondo deve volere Madagascar 4, perché se non lo vogliono, non importa cosa facciamo. E l'altra cosa è che, anche se il mondo volesse Madagascar 4, dobbiamo assicurarci di avere un'idea che sia incredibile, che sia grandiosa, che sia inaspettata. Se il pubblico lo vorrà e avremo una grande idea, vedremo... forse." Nel giugno 2014, l'uscita del film era prevista per il 18 maggio 2018. Nel gennaio 2015, Madagascar 4 è stato rimosso dal programma di uscita a seguito di una ristrutturazione aziendale e della nuova politica della DreamWorks Animation di distribuire due film all'anno. Nell'aprile 2017, Tom McGrath ha detto riguardo al film: "Ci sono delle cose in lavorazione, non è ancora stato annunciato nulla, ma penso che mostreranno i loro volti ancora una volta..."

### Spin-off

#### I pinguini di Madagascar(2014)
Un film spin-off con i pinguini era in lavorazione dal 2005, quando era uscito il primo film Madagascar, con una data di uscita prevista per il 2009. Nel marzo 2011, è stato annunciato che ai personaggi dei pinguini sarebbe stato assegnato un film tutto loro simile al film Il gatto con gli stivali del 2011, che sarebbe stato diretto da Simon J. Smith (il co-regista di Bee Movie), prodotto da Lara Breay e scritto da Alan J. Schoolcraft e Brent Simons (gli autori di Megamind della DreamWorks). Nel luglio 2012, al Comic-Con, è stato annunciato che il film, intitolato I pinguini di Madagascar, sarebbe uscito nel 2015. Robert Schooley, uno dei produttori della serie I pinguini, ha affermato che il film non sarà correlato alla serie televisiva con lo stesso nome, ma ha detto che sarebbe potuto sempre cambiare. Nel settembre 2012, la 20th Century Fox e la DreamWorks Animation hanno annunciato la data di uscita per il 27 marzo 2015 e una nuova coppia di sceneggiatori, Michael Colton e John Aboud. Nell'agosto 2013, è stato riferito che Benedict Cumberbatch avrebbe doppiato l'Agente Segreto del Vento del Nord e John Malkovich l'affascinante cattivo del film, il Dottor Octavius Tentacoli/Dave. Il 20 maggio 2014, la data di uscita del film è stata spostata al 26 novembre 2014, scambiando di posto con l'altro film della DreamWorks Animation, Home.

## Televisione
| Serie                               | Stagione  | Episodi | Episodi | Data di uscita   | Data di uscita   | Data di uscita |
| Serie                               | Stagione  | Episodi | Episodi | Prima uscita     | Ultima uscita    | Canale         |
| ----------------------------------- | --------- | ------- | ------- | ---------------- | ---------------- | -------------- |
| I pinguini di Madagascar            | 1         | 48      | 48      | 28 novembre 2008 | 15 febbraio 2010 | Nickelodeon    |
| I pinguini di Madagascar            | 2         | 68      | 68      | 13 marzo 2010    | 31 marzo 2012    | Nickelodeon    |
| I pinguini di Madagascar            | 3         | 33      | 26      | 16 aprile 2012   | 10 novembre 2012 | Nickelodeon    |
| I pinguini di Madagascar            | 3         | 33      | 7       | 24 dicembre 2013 | 19 dicembre 2015 | Nicktoons      |
| Tutti pazzi per Re Julien           | 1         | 10      | 5       | 19 dicembre 2014 | 19 dicembre 2014 | Netflix        |
| Tutti pazzi per Re Julien           | 1         | 10      | 5       | 3 aprile 2015    | 3 aprile 2015    | Netflix        |
| Tutti pazzi per Re Julien           | 2         | 16      | 16      | 16 ottobre 2015  | 16 ottobre 2015  | Netflix        |
| Tutti pazzi per Re Julien           | 3         | 13      | 13      | 17 giugno 2016   | 17 giugno 2016   | Netflix        |
| Tutti pazzi per Re Julien           | 4         | 13      | 13      | 11 novembre 2016 | 11 novembre 2016 | Netflix        |
| Tutti pazzi per Re Julien           | In esilio | 13      | 13      | 12 marzo 2017    | 12 marzo 2017    | Netflix        |
| Tutti pazzi per Re Julien           | 5         | 13      | 13      | 1 dicembre 2017  | 1 dicembre 2017  | Netflix        |
| Madagascar: I 4 dell'oasi selvaggia | 1         | 6       | 6       | 7 settembre 2020 | 7 settembre 2020 | Hulu / Peacock |
| Madagascar: I 4 dell'oasi selvaggia | 2         | 6       | 6       | 11 dicembre 2020 | 11 dicembre 2020 | Hulu / Peacock |
| Madagascar: I 4 dell'oasi selvaggia | 3         | 7       | 7       | 27 maggio 2021   | 27 maggio 2021   | Hulu / Peacock |
| Madagascar: I 4 dell'oasi selvaggia | 4         | 6       | 6       | 6 agosto 2021    | 6 agosto 2021    | Hulu / Peacock |
| Madagascar: I 4 dell'oasi selvaggia | 5         | 6       | 6       | 11 novembre 2021 | 11 novembre 2021 | Hulu / Peacock |
| Madagascar: I 4 dell'oasi selvaggia | 6         | 6       | 6       | 13 gennaio 2022  | 13 gennaio 2022  | Hulu / Peacock |
| Madagascar: I 4 dell'oasi selvaggia | 7         | 6       | 6       | 4 aprile 2022    | 4 aprile 2022    | Hulu / Peacock |
| Madagascar: I 4 dell'oasi selvaggia | 8         | 7       | 7       | 30 giugno 2022   | 30 giugno 2022   | Hulu / Peacock |

### I pinguini di Madagascar(2008-2015)
I pinguini di Madagascar è una serie televisiva animata spin-off andata in onda su Nickelodeon. La serie segue le avventure dei quattro pinguini: Skipper (il leader del gruppo), Kowalski (il più intelligente), Rico (il più pazzo) e Private (il più giovane) nello zoo di Central Park a New York. I pinguini dettano legge nel loro habitat di Central Park, portando avanti missioni segrete nel cuore della città. A volte, le loro missioni li invitano ad avventurarsi fuori dallo zoo. Anche Re Julien è un residente dello zoo (anche se non si sa come lui, Maurice e Mortino siano arrivati lì) e i pinguini devono competere contro di lui per mantenere l'ordine nello zoo. Mentre Tom McGrath, John DiMaggio, Conrad Vernon e Andy Richter hanno ripreso i ruoli rispettivamente di Skipper, Rico, Mason e Mortino, Jeff Bennett ha sostituito Chris Miller come Kowalski, James Patrick Stuart ha sostituito Christopher Knights come Soldato, Danny Jacobs ha sostituito Sacha Baron Cohen come Julien e Kevin Michael Richardson ha sostituito Cedric the Entertainer nei panni di Maurice. La serie presenta anche un nuovo personaggio, Marlene, una lontra doppiata da Nicole Sullivan.

### Tutti pazzi per Re Julien(2014-2017)
Tutti pazzi per Re Julien è la seconda serie televisiva spin-off animata. Ha come protagonista Re Julien ed è ambientata prima degli eventi del primo film. La serie ha debuttato il 19 dicembre 2014 su Netflix, quando sono usciti i primi cinque episodi da 22 minuti ciascuno. La serie presenta le voci di Danny Jacobs (in sostituzione di Sacha Baron Cohen e riprendendo il suo ruolo da I pinguini di Madagascar) nei panni di Re Julien; Henry Winkler nel ruolo del regale predecessore di Julien, lo zio re Julien; Andy Richter nel ruolo di Mortino; Kevin Michael Richardson (in sostituzione di Cedric the Entertainer e riprendendo il suo ruolo da I pinguini di Madagascar) nel ruolo di Maurice; e India de Beaufort nel ruolo di Clover, l'esperta di operazioni speciali del re.

### Madagascar: I 4 dell'oasi selvaggia(2020-2022)
Madagascar: I 4 dell'oasi selvaggia è la terza serie televisiva animata trasmessa in anteprima su Hulu e Peacock il 7 settembre 2020. È il secondo prequel della serie, incentrato sui quattro personaggi principali più giovani apparsi per la prima volta in Madagascar (2005), e la prima serie televisiva della serie con loro protagonisti (sebbene Alex abbia fatto apparizioni una tantum nelle serie precedenti).

## Cortometraggi

### I pinguini di Madagascar in Missione Natale(2005)
I pinguini di Madagascar in Missione Natale è un cortometraggio animato, presentato in anteprima nelle sale il 7 ottobre 2005, con il film in stop-motion Wallace & Gromit: La maledizione del coniglio mannaro. Il cortometraggio è stato diretto dal veterano dell'animazione Gary Trousdale, prodotto da Teresa Cheng e scritto da Michael Lachance. Ambientato alla vigilia di Natale, il film di 12 minuti presenta quattro pinguini dello zoo di Central Park che scoprono la scomparsa di uno di loro. 

### Perdutamente Madagascar(2013)
Perdutamente Madagascar è un cortometraggio a tema San Valentino diretto su DVD, uscito il 29 gennaio 2013, con protagonisti tutti i personaggi principali della serie di film Madagascar. La storia sembra svolgersi tra il secondo e il terzo film. Presenta molti degli stessi doppiatori dei film, tra cui Ben Stiller, Chris Rock, David Schwimmer e Jada Pinkett Smith. Tuttavia, il doppiatore Danny Jacobs ha sostituito ancora una volta Sacha Baron Cohen come voce del personaggio di Re Julien. Re Julien trova una pozione d'amore e inizia a venderla ai membri dell'abbeveratoio, rendendo Marty attraente per tutti gli animali. Skipper e i pinguini organizzano una missione di salvataggio per la sua fidanzata bambola.

## Speciale televisivo

### Buon Natale, Madagascar!(2009)
Buon Natale, Madagascar! è uno speciale natalizio trasmesso per la prima volta sulla NBC nel novembre 2009, con protagonisti i personaggi della serie di film Madagascar. La storia sembra svolgersi tra il primo e il secondo film. Presenta molti degli stessi doppiatori dei film, tra cui Ben Stiller, Chris Rock, David Schwimmer e Jada Pinkett Smith. Tuttavia, il doppiatore Danny Jacobs ha sostituito Sacha Baron Cohen come voce del personaggio di Re Julien. Carl Reiner ha fornito la voce di Babbo Natale. Babbo Natale si schianta con la sua slitta in Madagascar e perde la memoria dopo che Alex lo ha abbattuto, lasciando lui, Marty, Gloria e Melman a essere Babbo Natale per la notte. Re Julien si rende conto che il Natale significa dare e non ricevere.

## Personaggi
| Personaggi                       | Film Principali                                         | Film Principali                                                           | Film Principali                                         | Cortometraggi                               | Cortometraggi                                           | Serie televisive                                        | Serie televisive          | Serie televisive                    | Speciale televisivo      | Film spin-off              |
| Personaggi                       | Madagascar                                              | Madagascar 2: Via dall'isola                                              | Madagascar 3: Ricercati in Europa                       | I pinguini di Madagascar in Missione Natale | Perdutamente Madagascar                                 | I pinguini di Madagascar                                | Tutti pazzi per Re Julien | Madagascar: I 4 dell'oasi selvaggia | Buon Natale, Madagascar! | I pinguini di Madagascar   |
| -------------------------------- | ------------------------------------------------------- | ------------------------------------------------------------------------- | ------------------------------------------------------- | ------------------------------------------- | ------------------------------------------------------- | ------------------------------------------------------- | ------------------------- | ----------------------------------- | ------------------------ | -------------------------- |
| Alex / Alakay                    | Ben Stiller                                             | Ben Stiller Quinn Dempsey Stiller (da cucciolo) Declan Swift (da giovane) | Ben Stiller                                             | Silenzioso                                  | Ben Stiller                                             | Wally Wingert                                           | Crispin Freeman           | Tucker Chandler                     | Ben Stiller              | Ben Stiller (cameo)        |
| Marty                            | Chris Rock                                              | Chris Rock Thomas Stanley (da cucciolo)                                   | Chris Rock                                              | Silenzioso                                  | Chris Rock                                              |                                                         |                           | Amir O'Neil                         | Chris Rock               | Chris Rock (cameo)         |
| Melman Mankiewicz                | David Schwimmer                                         | David Schwimmer Zachary Gordon (da cucciolo)                              | David Schwimmer                                         | Silenzioso                                  | David Schwimmer                                         |                                                         |                           | Luke Lowe                           | David Schwimmer          | David Schwimmer (cameo)    |
| Gloria                           | Jada Pinkett Smith                                      | Jada Pinkett Smith Willow Smith (da cucciola)                             | Jada Pinkett Smith                                      | Silenzioso                                  | Jada Pinkett Smith                                      |                                                         |                           | Shaylin Becton                      | Jada Pinkett Smith       | Jada Pinkett Smith (cameo) |
| Re Julien XIII                   | Sacha Baron Cohen                                       | Sacha Baron Cohen                                                         | Sacha Baron Cohen                                       | Silenzioso                                  | Danny Jacobs                                            | Danny Jacobs                                            | Danny Jacobs              |                                     | Danny Jacobs             | Danny Jacobs               |
| Skipper                          | Tom McGrath                                             | Tom McGrath                                                               | Tom McGrath                                             | Tom McGrath                                 | Tom McGrath                                             | Tom McGrath                                             |                           |                                     | Tom McGrath              | Tom McGrath                |
| Kowalski                         | Chris Miller                                            | Chris Miller                                                              | Chris Miller                                            | Chris Miller                                | Chris Miller                                            | Jeff Bennett                                            |                           |                                     | Chris Miller             | Chris Miller               |
| Rico                             | Jeffrey Katzenberg                                      | John DiMaggio                                                             | John DiMaggio                                           | John DiMaggio                               | Silenzioso                                              | John DiMaggio                                           |                           |                                     | Silenzioso               | Conrad Vernon              |
| Soldato                          | Christopher Knights                                     | Christopher Knights                                                       | Christopher Knights                                     | Christopher Knights                         | Christopher Knights                                     | James Patrick Stuart                                    |                           |                                     | Christopher Knights      | Christopher Knights        |
| Maurice                          | Cedric the Entertainer                                  | Cedric the Entertainer                                                    | Cedric the Entertainer                                  |                                             | Cedric the Entertainer                                  | Kevin Michael Richardson                                | Kevin Michael Richardson  |                                     | Cedric the Entertainer   |                            |
| Mortino                          | Andy Richter                                            | Andy Richter                                                              | Andy Richter                                            |                                             | Andy Richter                                            | Andy Richter                                            | Andy Richter              |                                     | Andy Richter             | Andy Richter               |
| Mason                            | Conrad Vernon                                           | Conrad Vernon                                                             | Conrad Vernon                                           | Silenzioso                                  | Conrad Vernon                                           | Conrad Vernon                                           |                           |                                     |                          |                            |
| Phil                             | Il personaggio è muto, utilizza il linguaggio dei segni | Il personaggio è muto, utilizza il linguaggio dei segni                   | Il personaggio è muto, utilizza il linguaggio dei segni | Cameo silenzioso                            | Il personaggio è muto, utilizza il linguaggio dei segni | Il personaggio è muto, utilizza il linguaggio dei segni |                           |                                     |                          |                            |
| Nana                             | Elisa Gabrielli                                         | Elisa Gabrielli                                                           |                                                         | Elisa Gabrielli                             |                                                         |                                                         |                           |                                     |                          |                            |
| I Fossa                          | Tom McGrath and Eric Darnell                            |                                                                           |                                                         |                                             |                                                         | Dee Bradley Baker                                       | Voci varie                |                                     |                          |                            |
| Willie                           | Cody Cameron                                            |                                                                           |                                                         |                                             |                                                         |                                                         | Jeff Bennett              |                                     |                          |                            |
| Zuba                             |                                                         | Bernie Mac                                                                |                                                         |                                             |                                                         |                                                         |                           |                                     |                          |                            |
| Florrie                          |                                                         | Sherri Shepherd                                                           |                                                         |                                             |                                                         |                                                         |                           |                                     |                          |                            |
| Makunga                          |                                                         | Alec Baldwin                                                              |                                                         |                                             |                                                         |                                                         |                           |                                     |                          |                            |
| Moto Moto                        |                                                         | will.i.am                                                                 |                                                         |                                             |                                                         |                                                         |                           |                                     |                          |                            |
| Capitan Chantel DuBois           |                                                         |                                                                           | Frances McDormand                                       |                                             |                                                         |                                                         |                           |                                     |                          |                            |
| Vitaly                           |                                                         |                                                                           | Bryan Cranston                                          |                                             |                                                         |                                                         |                           |                                     |                          | Fotografato                |
| Gia                              |                                                         |                                                                           | Jessica Chastain                                        |                                             |                                                         |                                                         |                           |                                     |                          |                            |
| Stefano                          |                                                         |                                                                           | Martin Short                                            |                                             |                                                         |                                                         |                           |                                     |                          |                            |
| Sonya                            |                                                         |                                                                           | Frank Welker                                            |                                             |                                                         |                                                         |                           |                                     |                          |                            |
| Ted l'orso polare                | Cameo silenzioso                                        |                                                                           |                                                         | Bill Fagerbakke                             |                                                         | Silenzioso                                              |                           |                                     |                          |                            |
| Marlene                          |                                                         |                                                                           |                                                         |                                             |                                                         | Nicole Sullivan Dee Bradley Baker (forma selvaggia)     |                           |                                     |                          |                            |
| Alice                            |                                                         |                                                                           |                                                         |                                             |                                                         | Mary Scheer                                             |                           |                                     |                          |                            |
| Babbo Natale                     |                                                         |                                                                           |                                                         |                                             |                                                         | Carl Reiner                                             |                           |                                     | Carl Reiner              |                            |
| Todd                             |                                                         |                                                                           |                                                         |                                             |                                                         |                                                         | Kevin Michael Richardson  | JP Karliak                          |                          |                            |
| Cupido                           |                                                         |                                                                           |                                                         |                                             |                                                         |                                                         |                           |                                     | Nina Dobrev              |                            |
| Donner                           |                                                         |                                                                           |                                                         |                                             |                                                         |                                                         |                           |                                     | Jim Cummings             |                            |
| Dave / Dottor Octavius Tentacoli |                                                         |                                                                           |                                                         |                                             |                                                         |                                                         |                           |                                     |                          | John Malkovich             |
| Segreto                          |                                                         |                                                                           |                                                         |                                             |                                                         |                                                         |                           |                                     |                          | Benedict Cumberbatch       |
| Miccia                           |                                                         |                                                                           |                                                         |                                             |                                                         |                                                         |                           |                                     |                          | Ken Jeong                  |
| Eva                              |                                                         |                                                                           |                                                         |                                             |                                                         |                                                         |                           |                                     |                          | Annet Mahendru             |
| Caporale                         |                                                         |                                                                           |                                                         |                                             |                                                         |                                                         |                           |                                     |                          | Peter Stormare             |
| Clover                           |                                                         |                                                                           |                                                         |                                             |                                                         |                                                         | India De Beaufort         |                                     |                          |                            |
| Xixi                             |                                                         |                                                                           |                                                         |                                             |                                                         |                                                         | Betsy Sodaro              |                                     |                          |                            |
| Masikura                         |                                                         |                                                                           |                                                         |                                             |                                                         |                                                         | Debra Wilson              |                                     |                          |                            |
| Re Julien XII                    |                                                         |                                                                           |                                                         |                                             |                                                         |                                                         | Henry Winkler             |                                     |                          |                            |
| Karl                             |                                                         |                                                                           |                                                         |                                             |                                                         |                                                         | Dwight Schultz            |                                     |                          |                            |
| Timo                             | Chris Miller                                            |                                                                           |                                                         |                                             |                                                         |                                                         | David Krumholtz           |                                     |                          |                            |
| Babak/Sage Ballerino della Luna  |                                                         |                                                                           |                                                         |                                             |                                                         |                                                         | Jeff Bennett              |                                     |                          |                            |
| Ted (lemure)                     | Conrad Vernon                                           |                                                                           |                                                         |                                             |                                                         |                                                         | Andy Richter              |                                     |                          |                            |
| Pancho                           | David P. Smith                                          |                                                                           |                                                         |                                             |                                                         |                                                         | Danny Jacobs              |                                     |                          |                            |
| Dorothy                          |                                                         |                                                                           |                                                         |                                             |                                                         |                                                         | Sarah Thyre               |                                     |                          |                            |
| Hector                           | Eric Darnell                                            |                                                                           |                                                         |                                             |                                                         |                                                         | Jeff Bennett              |                                     |                          |                            |
| Horst                            | Eric Darnell                                            |                                                                           |                                                         |                                             |                                                         |                                                         | Jeff Bennett              |                                     |                          |                            |
| Abner                            | Jeffrey Katzenberg                                      |                                                                           |                                                         |                                             |                                                         |                                                         | Diedrich Bader            |                                     |                          |                            |
| Becca                            | David P. Smith                                          |                                                                           |                                                         |                                             |                                                         |                                                         | Sarah Thyre               |                                     |                          |                            |
| Todd (lemure)                    |                                                         |                                                                           |                                                         |                                             |                                                         |                                                         | Kevin Michael Richardson  |                                     |                          |                            |
| Re Koto                          |                                                         |                                                                           |                                                         |                                             |                                                         |                                                         | Maurice LaMarche          |                                     |                          |                            |

## Creazione
| Creazione     | Film principali                                    | Film principali                     | Film principali                        | Spin-off film |
| Creazione     | Madagascar                                         | Madagascar 2: Via dall'isola        | Madagascar 3: Ricercati in Europa      | I pinguini di Madagascar |
| ------------- | -------------------------------------------------- | ----------------------------------- | -------------------------------------- | --- |
| Regia         | Eric Darnell Tom McGrath                           | Eric Darnell Tom McGrath            | Eric Darnell Conrad Vernon Tom McGrath | Eric Darnell Simon J. Smith |
| Produttori    | Mireille Soria                                     | Mireille Soria Mark Swift           | Mireille Soria Mark Swift              | Lara Breay Mark Swift |
| Sceneggiatura | Mark Burton Billy Frolick Eric Darnell Tom McGrath | Etan Cohen Eric Darnell Tom McGrath | Eric Darnell Noah Baumbach             | Sceneggiatura di: Michael Colton John Aboud Brandon Sawyer Storia di: Alan J. Schoolcraft Brent Simons Michael Colton John Aboud |
| Compositori   | Hans Zimmer                                        | Hans Zimmer Will.I.Am               | Hans Zimmer                            | Lorne Balfe |
| Editori       | H. Lee Peterson                                    | H. Lee Peterson                     | Nick Fletcher                          | Nick Kenway |
| Distribuzione | DreamWorks Pictures                                | Paramount Pictures                  | Paramount Pictures                     | 20th Century Fox |

## Accoglienza

### Incassi
La serie di film ha incassato oltre 2,2 miliardi di dollari, diventando così il sesto franchise d'animazione con i maggiori incassi (dietro Cattivissimo me, Shrek, L'era glaciale, Toy Story e Il re leone) e il secondo franchise della DreamWorks Animation con i maggiori incassi (dietro Shrek).
| Film                     | Data di uscita USA     | Incassi ($)  | Incassi ($)    | Incassi ($)    | Classifica   | Classifica | Budget       |
| Film                     | Data di uscita USA     | Nord America | Internazionale | Mondiale       | Nord America | Mondiale   | Budget       |
| ------------------------ | ---------------------- | ------------ | -------------- | -------------- | ------------ | ---------- | ------------ |
| Madagascar               | 27 maggio 2005         | $193,595,521 | $348,468,325   | $542,063,846   | #247         | #219       | $75 million  |
| Via dall'isola           | 7 novembre 2008        | $180,010,950 | $423,889,404   | $603,900,354   | #287         | #189       | $150 million |
| Ricercati in Europa      | 8 giugno 2012          | $216,391,482 | $530,529,792   | $746,921,274   | #199         | #129       | $145 million |
| Trilogia di Madagascar   | Trilogia di Madagascar | $589,997,953 | $1,302,887,521 | $1,892,885,474 |              |            | $370 million |
| I pinguini di Madagascar | 26 novembre 2014       | $83,850,911  | $289,664,710   | $373,515,621   | #997         | #400       | $132 million |
| Totale                   | Totale                 | $673,848,864 | $1,592,552,231 | $2,266,401,095 | #25          | #24        | $502 million |

### Critica
La serie si distingue per la sua accoglienza critica in costante miglioramento, con ogni film principale che riceve recensioni migliori del precedente. La sua accoglienza da parte del pubblico è rimasta costantemente positiva per tutta la sua durata.
| Film                              | Critica           | Critica         | Publico     |
| Film                              | Rotten Tomatoes   | Metacritic      | CinemaScore |
| --------------------------------- | ----------------- | --------------- | ----------- |
| Madagascar                        | 55% (192 reviews) | 57 (36 reviews) | A−          |
| Madagascar 2: Via dall'isola      | 64% (156 reviews) | 61 (25 reviews) | A−          |
| Madagascar 3: Ricercati in Europa | 78% (133 reviews) | 60 (26 reviews) | A           |
| I pinguini di Madagascar          | 74% (117 reviews) | 53 (31 reviews) | A−          |

### Premi
| Categoria                 | Madagascar | Via dall'isola | Ricercati in Europa |
| ------------------------- | ---------- | -------------- | ------------------- |
| Miglior film d'animazione | Nominato   | Nominato       | Nominato            |